# 黔蒲儿根
黔蒲儿根（学名：Sinosenecio guizhouensis）为菊科蒲儿根属的植物，是中国的特有植物。分布在中国大陆的贵州等地，常生长在路边或林下潮湿处，目前尚未由人工引种栽培。